# Happy (2024)
Happy ist ein Spielfilm von Sandeep Kumar.

## Handlung
Happy ist das verzweifelte Streben eines illegalen indischen Einwanderers in Österreich, seiner kleinen Tochter eine glückliche Familie zu bieten, während er sich mit den Auswirkungen eines Abschiebebescheids auseinandersetzt. Dabei zeigt der Film auch die gleiche Sehnsucht nach Glück wie bei all jenen, die alles zu haben scheinen.

## Veröffentlichung
Der Spielfilm wurde beim Mostra Sao Paolo Filmfestival, bei den Biberacher Filmfestspielen und dem Goa Filmfestival in Indien gezeigt.